# Måns Herngren
Måns Herngren (født 20. april 1965 i Stockholm) er en svensk filminstruktør, skuespiller og manuskriptforfatter. Han har lavet flere af sine film med Hannes Holm. Deres store gennembrud var tv-serien S*M*A*S*H fra 1990, men han har også lavet instruktørarbejde sammen med Harald Hamrell, blandt andet i Familien Löwander.

## Biografi
Måns Herngren, hvis forældre var henholdsvis læge og jurist, er storebror til skuespilleren og instruktøren Felix Herngren og til journalisten og tv-produceren Moa Herngren.
Herngrens karriere begyndte med spillefilmen En på miljonen i 1995 og omfatter et langt instruktørforløb med blandt andet Allt flyter fra 2010 og Den hundredårige der kravlede ud ad vinduet og forsvandt fra 2016. I 1998 blev Herngren tildelt Karamelodiktstipendiet sammen med Hannes Holm. I 2010 stod han for instrueringen af Eva Dahlgrens monolog Ingen är som jag.
Han blev gift for første gang i 1988 med journalisten Anna Herdenstam, og efter skilsmissen giftede han sig med sangerinden Lena Philipsson. Dette ægteskab varede fra 1993–2002, og de fik to børn, født i henholdsvis 1993 og 1998. Herngren blev gift for tredje gang i 2007 denne gang med højdespringeren Kajsa Bergqvist, og ægteskabet sluttede i 2011. I foråret 2014 giftede han sig med sin nuværende hustru Katalin Herngren Bachry, og de fik sammen sønnen Herngren Bachry i 2015.